# Christopher Rawlinson
Christopher Lee „Chris“ Rawlinson (* 19. Mai 1972 in Rotherham) ist ein ehemaliger britischer Hürdenläufer, der sich auf die 400-Meter-Distanz spezialisiert hatte. Wegen seiner Sprintstärke wurde er auch in der 4-mal-400-Meter-Staffel eingesetzt.
Bei den Weltmeisterschaften 1997 in Athen schied er im Vorlauf aus, und bei den Olympischen Spielen 2000 in Sydney erreichte er das Halbfinale.
2001 wurde er Fünfter bei den Weltmeisterschaften in Edmonton. Bei den Commonwealth Games 2002 in Manchester siegte er über 400 Meter Hürden und mit der englischen 4-mal-400-Meter-Stafette. Kurz danach erreichte er bei den Europameisterschaften in München das Finale, musste dort aber aufgeben. Beim Weltcup in Madrid wurde er Dritter.
2003 wurde er bei den Weltmeisterschaften in Paris/Saint-Denis Sechster über 400 Meter Hürden und kam mit der britischen 4-mal-400-Meter-Stafette auf den vierten Platz. Bei den Olympischen Spielen 2004 in Athen gelangte er ins Halbfinale.
2006 wurde er Achter bei den Commonwealth Games in Melbourne.
Sechsmal in Folge wurde er Englischer Meister (1999–2004). Im selten ausgetragenen 300-Meter-Hürdenlauf stellte er am 30. Juni 2002 in Sheffield mit 34,48 s eine Weltbestzeit auf.
Von 2006 bis 2011 war er mit der australischen Hürdenläuferin Jana Pittman verheiratet.

## Bestzeiten
- 400 m: 46,03 s, 25. Mai 2002, Lissabon
- 400 m Hürden: 48,14 s, 11. August 1999, Zürich